# Mangel (Gerät)

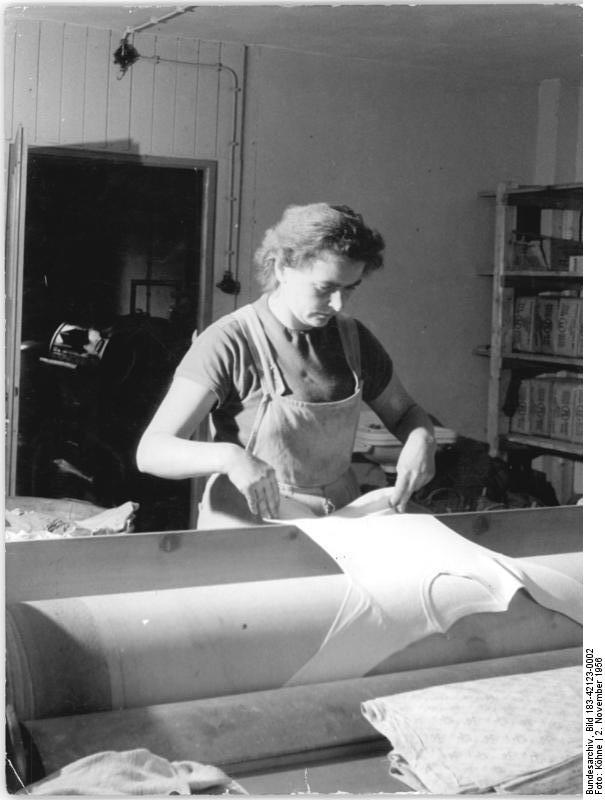
Professionelle Heißmangel in einer Wäscherei im Ort Merxleben, 1956

Eine Mangel, auch als Wäschemangel oder Rolle bezeichnet, ist ein Gerät aus der Wäschereitechnik und wird zum Glätten von Stoffen und Wäsche verwendet. Mit Hilfe einer Mangel kann ein Werkstoff auch gestreckt werden.
Technisch zu unterscheiden sind die grundlegenden Konstruktionsalternativen Kaltmangel (auch Zylindermangel genannt) und Heißmangel bzw. Einmulden- oder Zweimulden-Mangeln. Seit dem 20. Jahrhundert hat sich in der Wäschepflege die Heißmangel, oder ihre Fortentwicklung, die Bügelmaschine, durchgesetzt.

## Arten des Mangelns

### Überblick
Allen Mangeln gemeinsam ist eine den großen Wäschestücken angepasste Konstruktion aus einer Fläche für die zu behandelnden Stoffe und eine darüber geführte wäschebreite Walze oder Rolle aus schweren Materialien wie Hartholz oder Metall, mit einer Schutzschicht umkleidet. Die einfache Variante mit einer bewegten Rolle wurde später durch zwei gegenläufig in geringem Abstand voneinander rotierende Rollen ersetzt, zwischen denen das zu glättende Material hindurchgezogen wird. Die Textilien durchlaufen dabei eine polierte Metallmulde, womit der Plättweg vergrößert und die Leistung erhöht wird.
Ein Raum in einem Haus, in dem die Mangel stand, wurde Rollkammer genannt. Weil sich die wenigsten Menschen selbst eine Mangel anschaffen konnten, gab es verbreitet Läden, in denen nach Anmeldung die Haushaltswäsche entweder selbst oder von Angestellten der Geschäfte gemangelt wurde. Die dort installierten Geräte wurden dabei auch durch Treibriemen zu mehreren angetrieben. Die Hausfrauen konnten sich in einem Mangelbuch Zeit zum Rollen oder Mangeln reservieren lassen und gegen Bezahlung die Anlage dann nach einer kurzen Sicherheitseinweisung in Betrieb nehmen.
Etliche Museen in Deutschland (auch in Österreich) haben Mangeln aus verschiedenen Herstellungsperioden gesammelt und zeigen sie gern interessierten Besuchern. Manche Geräte kommen auch weiter zum Einsatz.

### Kaltmangel

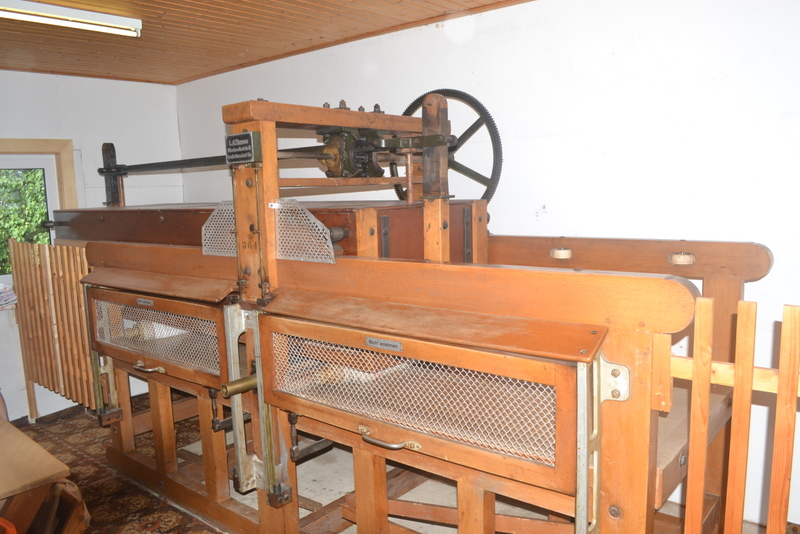
Noch in Betrieb befindliche Kaltmangel in Zaschendorf (Dresden)

Eine Kaltmangel, auch Wäscherolle, Zeugrolle oder Zylindermangel genannt, behandelt gewaschene Stoffe nur durch Druck oder Gewichte, bis deren Oberfläche sichtbar glatter geworden ist. Gelegentlich bezeichnete man die Geräte auch als Drehrollen.
Die Wäschestücke werden von Hand auf Rollen gewickelt oder zusätzlich in ein Rolltuch eingelegt, welches zumeist aus einfachem Leinenstoff gearbeitet war und dem Schutz des Stoffes sowie zur Aufnahme der Feuchtigkeit diente. Den Pressdruck erzeugten anfangs schwere rollende Steine, später kamen breite Walzen (sogenannte Doggen) zur Anwendung, die als Unterlage für einen langsam hin- und hergehenden, etwa 500 kg schweren Kasten dienen. Entscheidend für die Glättwirkung ist die Kontaktfläche zwischen den Rollen und dem Stoff – es muss eine möglichst schmale Fläche sein, da der Druck auf das Gewebe erst dann ausreichend hoch wird. Diese Behandlung verfestigt die Gewebe-Fasern, wodurch das Wäschestück den gewünschten neuen Glanz erhält. 
Zur Sicherheit der Bediener wird die Mangel frontseits über zwei sich wechselseitig öffnende Schutzgitter beladen. Eine Mechanik ermöglicht das Öffnen der Schutzgitter erst bei Anhalten des Kastens auf der anderen Maschinenseite. Dabei wird der Kasten leicht angehoben, so dass die Rolle mit dem Mangelgut entnommen werden kann. Der Mangelkasten wurde mit Steinen, Blei und/oder Sand gefüllt oder bestand seinerseits aus schwerem Hartholz wie Buche.
Nachdem sich fast zeitgleich Bügeleisen im Haushalt für das Glätten von Wäsche und Kleidung verbreitet hatten, übernahmen die Hersteller der Mangeln die Erfahrung, dass die Glättung schneller und mit besserem Ergebnis erfolgt, wenn die Walzen oder Rollen bzw. die Textil-Unterlage beheizt werden. So entstanden schließlich die Heißmangeln.
In der DDR entwickelte das Kombinat Textima Kaltmangeln für den Hausgebrauch. Hier wurden als Ersatz für den mit bis zu 1000 kg mit Steinen gefüllten Mangelkasten Stahlfedern oder Feder-Gummis verwendet. Das Gewicht lag bei etwa 50 kg. Nach der Wende werden vom Nachfolgebetrieb, der Textima GmbH, weiterhin Haushaltsmangeln produziert. Sie wiegen nur noch 28 bis 30 kg; die beiden Walzen werden mit etwa 7000 N (700 kg) zusammengedrückt. Die Dogge (Walze) wird nicht herausgenommen. Es wird nur das Mangeltuch herausgezogen und die Wäsche aufgelegt. Optional kann bei aktuellen Geräten die Oberwalze erwärmt werden, so verdunstet beim Herausziehen des Mangeltuches die Restfeuchte der Wäsche.

### Heißmangel

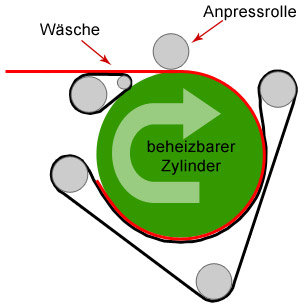
Schemazeichnung einer Muldenmangel

Bei einer Heißmangel, auch Muldenmangel genannt, handelt es sich um eine Vorrichtung, die gewaschene Stoffe mittels einer dauerhaft erwärmten Mangelanlage schnell und ordentlich glättet. Als Wärmequelle für die Rollen oder Zylinder bzw. die Metallmulden können Hochdruckdampf, Heißwasser, elektrische Heizspiralen oder eine Reihe kleiner Gasflämmchen dienen.
Die Textilien werden mittels einer großen, stoffbespannten Rolle eingezogen und dabei unter hohem Anpressdruck durch eine aus Edelstahl bestehende, beheizte Mulde gezogen. Je nach Variante hebt und senkt sich dabei entweder die Mulde oder die Rolle. Die Drehgeschwindigkeit der Walze und die Arbeitstemperatur können variiert werden. Textilien werden so in einem Arbeitsgang geglättet und getrocknet. Das Verfahren eignet sich vor allem für flache Textilien wie Bettwäsche, Tischdecken, Gardinen bzw. Vorhänge oder Geschirrtücher.
Gewerbliche Muldenmangeln werden vorwiegend in Wäschereien mittlerer und gehobener Größe eingesetzt. Es gibt Mangeln verschiedener Bauarten, die sich durch Breite, Art der Wäschezuführung, Heiztechnik, Anzahl und Aufbau der Walzen unterscheiden. Heute übliche Größen umfassen 800–2000 Millimeter Walzendurchmesser und Arbeitsbreiten von bis zu 4000 Millimeter. Die Anzahl der Walzen pro Muldenmangel ist dabei üblicherweise auf vier Stück begrenzt. Die Beheizung erfolgt bei solchen Gewerbemaschinen über Dampf oder Thermo-Öl, welches direkt in der Maschine mittels Gasbrenner erwärmt wird. Der entstehende Wasserdampf wird mit Ventilatoren über eine eventuell vorhandene Wärmerückgewinnung ins Freie geführt.

### Bügelmaschine

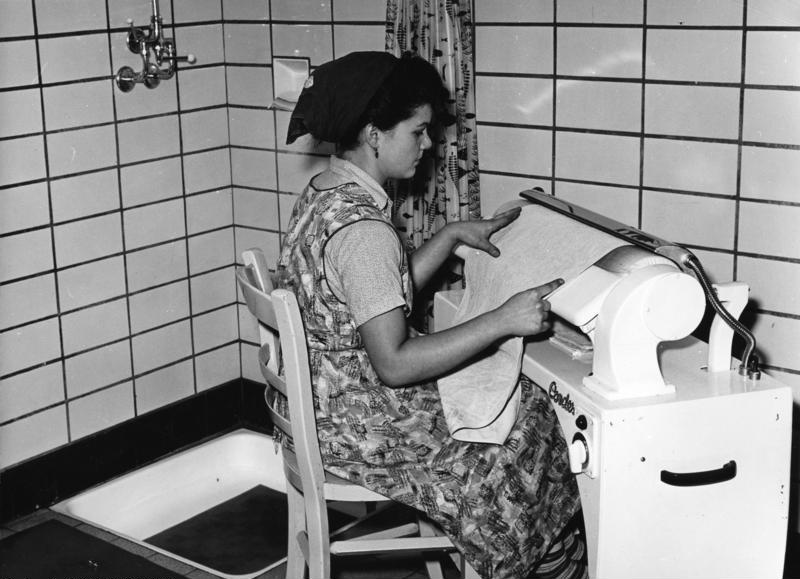
Bügelmaschine in einem privaten Haushalt (1957)

Eine Gerätschaft, die das Glätten von großen flachen Textilmaterialien mit dem Glätten von dreidimensionalen Formen verbindet, entstand mit der Bügelmaschine.
Diese arbeitet in jedem Fall mit Hitze und benutzt neben Rollen und Mulden auch aufblasbare Tragmaterialien oder andere Zusatzelemente. Es handelt sich also um eine technische Fortentwicklung der Heißmangel.
Haushaltsbügelmaschinen kommen häufig zum Einsatz. Sie können mehr als 1000 mm breite Walzen haben und sind für leichtere Lagerung zusammenklappbar und/oder können hochkant stehend aufbewahrt werden. Moderne Varianten besitzen zusätzlich einen eingebauten Boiler. In diesem wird Wasserdampf erzeugt, der durch einen Spalt oder über eine kleine zusätzliche Rolle an die Textilien gebracht wird – das erlaubt eine Art des Dampfbügelns.
Bügelmaschinen für den Hausgebrauch wurden auch in der DDR produziert, beispielsweise von der Firma Veritas. Sie arbeiteten zur Wärmeerzeugung und zum Antrieb der Rolle mit elektrischem Strom.

## Geschichte

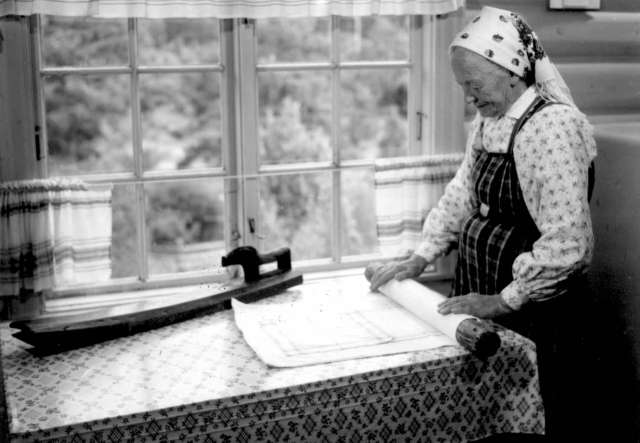
Mangeln mit dem Mangelbrett, im norwegischen Volksmuseum zu sehen
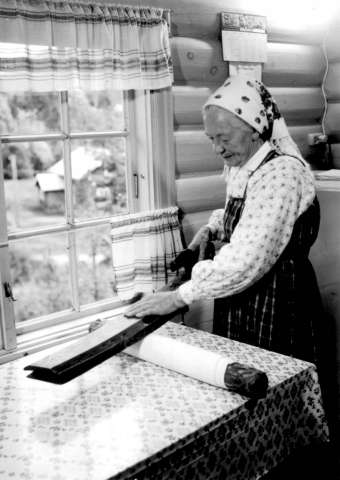
Mangeln mit dem Mangelbrett
Mangelbrett mit Mangelholz, 1806, Gebrauchsort: Altes Land, Hannover; Bestand des MEK
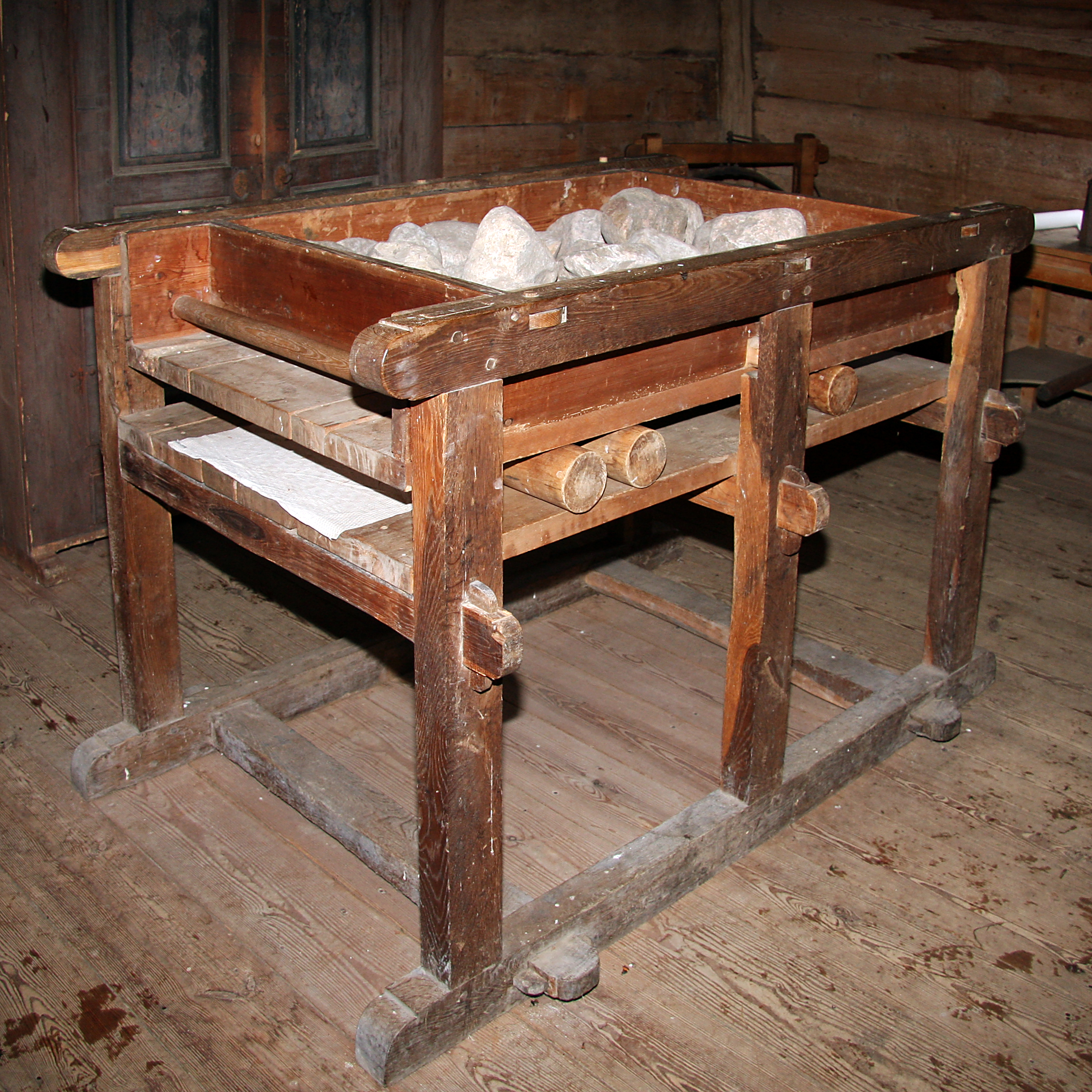
Manuell betriebene Kaltmangel mit Steinbox
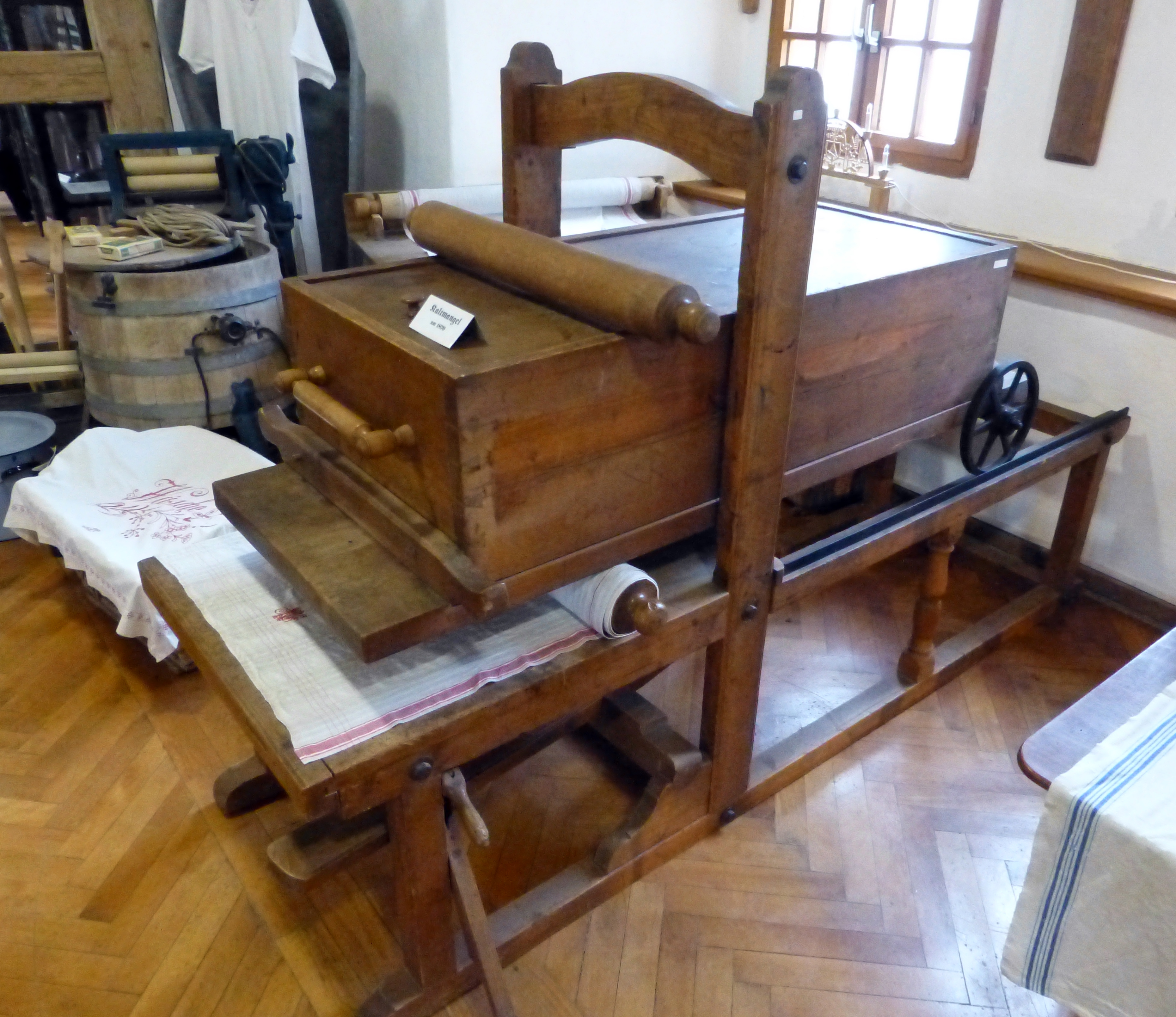
Kaltmangel mit Rolltuch, 1870 (grau mit roten Streifen, mittig das Ornament des Eigentümers), Exponat auf Schloss Wolkenstein

Glättrollen sind seit dem 15. Jahrhundert bekannt.
Im Mittelalter bezeichnete mittelhochdeutsch mange eine Steinschleuder für militärische Zwecke. Das Wort geht über mittellateinisch manga, manganum auf Griechisch mánganon „Wurfmaschine“ zurück (siehe auch Katapultmaschine, Mangonel). Die Schleudern wurden mit dem Gewicht von Steinkästen betrieben; Prinzip wie Name wurde für die Behandlung der Wäsche übernommen.

Der Urtyp aller im 21. Jahrhundert benutzten Mangeln ist die Kaltmangel.

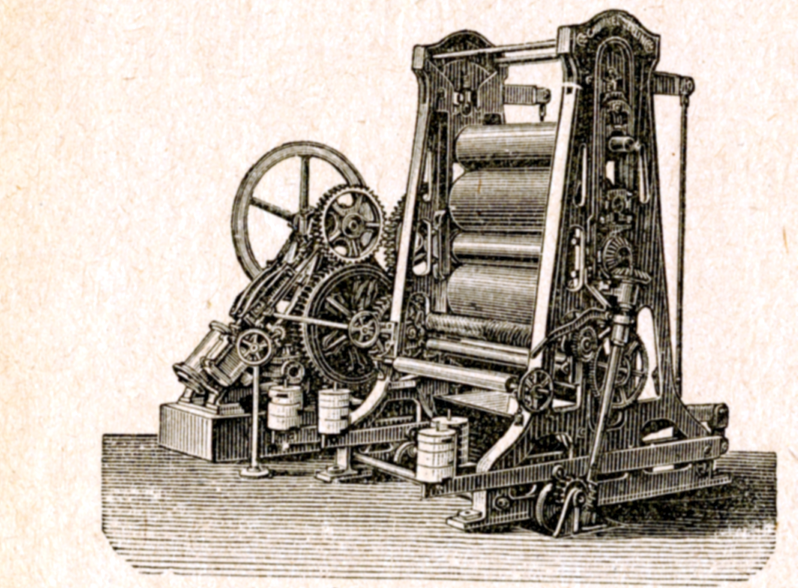
Spann- und Trockenmaschine um 1900

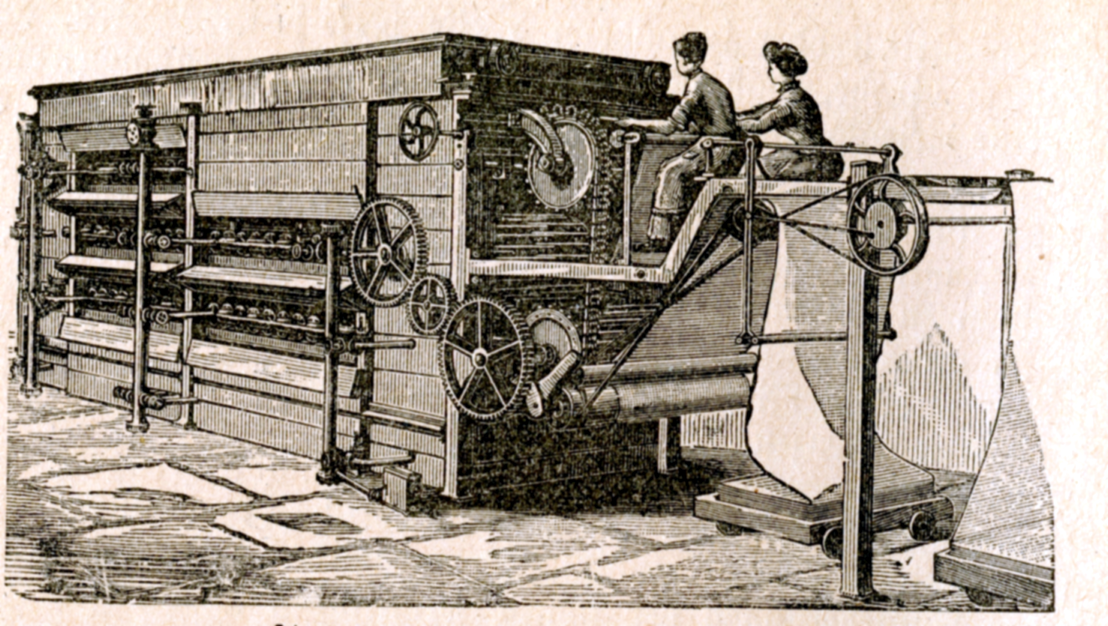
Kalander um 1900

In einem Technik-Handbuch aus dem Jahr 1901 heißt es zu Mangeln: „Was die Mangel betrifft, so ist sie eine Kasten- oder eine Walzenmangel. Das Gewebe wird auf Holzkeulen fest aufgewickelt, auf eine horizontale Tischplatte gelegt und durch Hin- und Herbewegen eines ungemein schweren, darauf gebrachten Kastens hin- und hergerollt, oder aber es wird die Keule zwischen zwei unter Druck befindliche Walzen gelegt und durch Hin- und Herdrehen dieser letzteren gleichartig behandelt. Zum Ebenen und Glätten der Waren gehören allerdings noch eine Reihe von Nebenoperationen, insbesondere das Einsprengen (=Nassmachen), zuweilen Dämpfen etc. […] Eine häufig erforderliche Zwischenoperation zwischen anderen Appreturprozeduren bildet das Trocknen der Gewebe.“
Die zum Ende des 19. Jahrhunderts für diese Prozesse verwendeten Vorrichtungen sind in den beiden Bildern hier zu sehen.
Alte Mangeln besitzen inzwischen bereits musealen Charakter.
In Berlin wurde ein ehemaliges Waschhaus aus den 1970er Jahren zu einem Kieztreff aus- und umgebaut. Im Eingangsbereich ist eine dort in den 1970er Jahren verwendete große gewerbliche Waschmaschine erhalten und führte zur originellen Namensgebung Quatschtrommel.

## Verbreitung

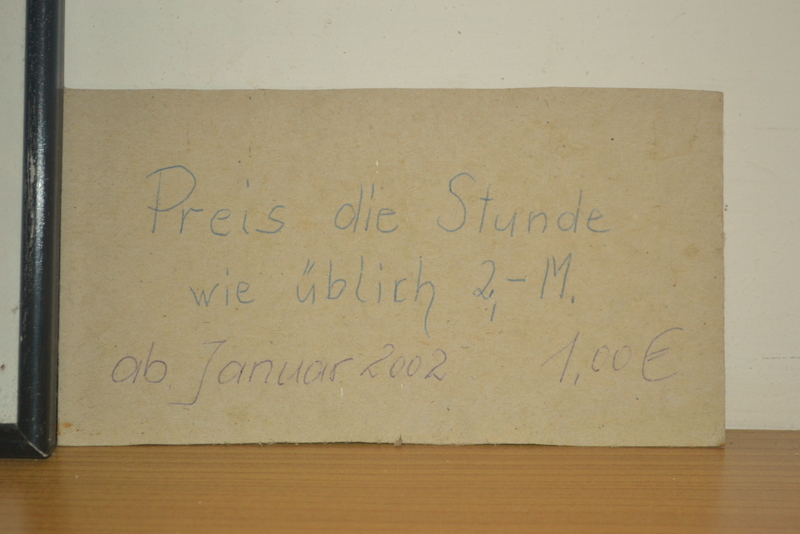
Nutzungsgebühr für die Kaltmangel in Zaschendorf

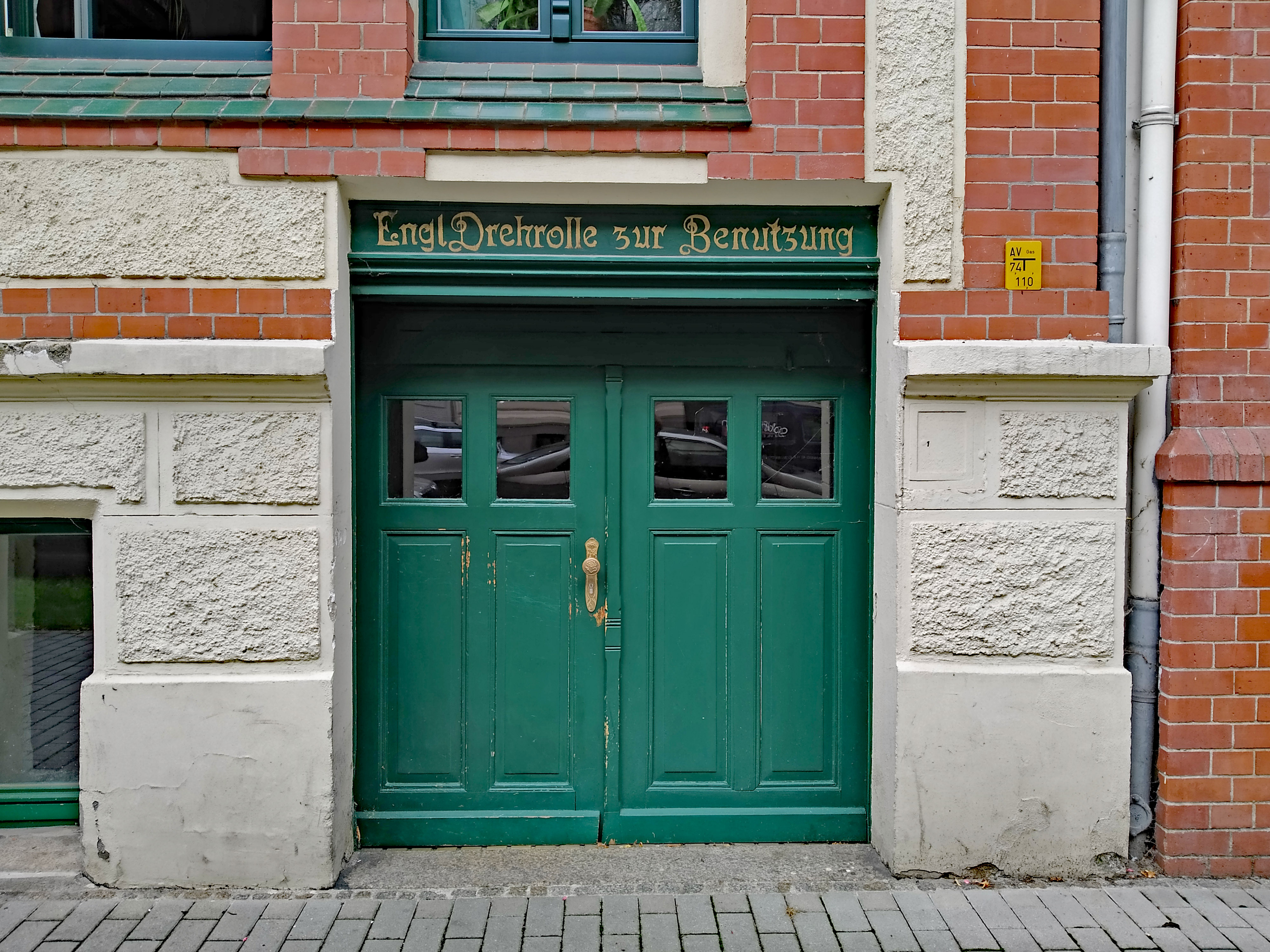
Öffentlicher Zugang zu einer Kaltmangel in Görlitz

In den meisten Fällen wurde die Mangel in Gewerbeeinrichtungen, privat in Nebengebäuden oder in kollektiven Einrichtungen betrieben. Aber auch Wohnsiedlungen, die ab 1900 errichtet wurden, erhielten oft ein separates Waschhaus mit Kaltmangel.
Kaltmangeln werden im 21. Jahrhundert unter anderem von zwei Herstellern in Sachsen gefertigt.
Die Nachfrage resultiert aus dem geringen Energieverbrauch und der Schonung der Wäsche.
Den Redewendungen „durch die Mangel drehen“ und „in die Mangel nehmen“ liegt der Vergleich zugrunde, dass auf eine Person unter großem (z. B. physischem, psychischem oder auch wirtschaftlichem) Druck eingewirkt wird, wie eben auf ein Wäschestück in dem Gerät.